# Cornelia Hütter
Cornelia Hütter (Graz, 29 oktober 1992) is een Oostenrijkse alpineskiester. Ze vertegenwoordigde haar vaderland op de Olympische Winterspelen 2014 in Sotsji en op de Olympische Winterspelen 2018 in Pyeongchang.

## Carrière
Hütter maakte haar wereldbekerdebuut in december 2011 in Lake Louise. In januari 2013 scoorde ze dankzij een tiende plaats in Sankt Anton haar eerste wereldbekerpunten. In december 2013 stond de Oostenrijkse in Val d'Isère voor de eerste maal in haar carrière op het podium van een wereldbekerwedstrijd. Tijdens de Olympische Winterspelen van 2014 in Sotsji eindigde Hütter als 24e op de afdaling.
Op de wereldkampioenschappen alpineskiën 2015 in Beaver Creek eindigde ze als vierde op de Super G en als vijftiende op de afdaling. Op 12 maart 2016 boekte de Oostenrijkse, tijdens de Super G in het Zwitserse Lenzerheide, haar eerste wereldbekerzege. Tijdens de Olympische Winterspelen van 2018 in Pyeongchang eindigde Hütter als achtste op de Super G en als dertiende op de afdaling.

## Resultaten

### Olympische Spelen
| Jaar | Plaats      | Resultaten              |
| ---- | ----------- | ----------------------- |
| 2014 | Sotsji      | 24e Afdaling            |
| 2018 | Pyeongchang | 8e Super G 13e Afdaling |
| 2022 | Peking      | 7e Afdaling 8e Super G  |

### Wereldkampioenschappen
| Jaar | Plaats             | Resultaten                                     |
| ---- | ------------------ | ---------------------------------------------- |
| 2015 | Beaver Creek       | 4e Super G 15e Afdaling                        |
| 2023 | Courchevel-Méribel | Super G · 4e Afdaling · DNS2 Alpine combinatie |
| 2025 | Saalbach           | 4e Afdaling 6e Teamcombinatie 10e Super G      |

### Wereldbeker
Eindklasseringen
| Seizoen   | Algm | AD     | SG    | SC  |
| --------- | ---- | ------ | ----- | --- |
| 2012/2013 | 84e  | 34e    | 42e   | –   |
| 2013/2014 | 32e  | 18e    | 18e   | –   |
| 2014/2015 | 14e  | 18e    | 4e    | 19e |
| 2015/2016 | 7e   | 5e     | 4e    | 29e |
| 2016/2017 | 58e  | 23e    | 37e   | 39e |
| 2017/2018 | 18e  | 4e     | 12e   | -   |
| 2018/2019 | 35e  | 13e    | 25e   | -   |
|           |      |        |       |     |
| 2020/2021 | 112e | -      | 46e   |     |
| 2021/2022 | 21e  | 12e    | 14e   |     |
| 2022/2023 | 14e  | 16e    | 5e    |     |
| 2023/2024 | 5e   | Goud   | Brons |     |
| 2024/2025 | 9e   | Zilver | 7e    |     |

Wereldbekerzeges
| Datum      | Plaats                 | Onderdeel |
| ---------- | ---------------------- | --------- |
| 12/03/2016 | Lenzerheide            | Super G   |
| 01/12/2017 | Lake Louise            | Afdaling  |
| 30/01/2022 | Garmisch-Partenkirchen | Super G   |
| 03/03/2023 | Kvitfjell              | Super G   |
| 12/01/2024 | Altenmarkt-Zauchensee  | Super G   |
| 23/03/2024 | Saalbach-Hinterglemm   | Afdaling  |
| 14/12/2024 | Beaver Creek           | Afdaling  |
| 21/12/2024 | Sankt Moritz           | Super G   |
| 28/02/2025 | Kvitfjell              | Afdaling  |